# Бінгьоль (аеропорт)
Аеропорт Бінгьоль тур. Bingöl Havalimanı (IATA: BGG, ICAO: LTCU) — аеропорт, розташований у Челтіксую, за 20 км на південний схід від міста Бінгьоль, провінція Бінгьоль, Туреччина. Він був урочисто відкритий у липні 2013 року прем'єр-міністром Реджепом Таїпом Ердоганом. Пасажиромісткість становить 500 000 пасажирів на рік.   

## Авіалінії та напрямки, серпень 2023
| Авіакомпанія     | Пункт призначення      |
| ---------------- | ---------------------- |
| AnadoluJet       | Анкара                 |
| Pegasus Airlines | Стамбул–Сабіха Гьокчен |
| Turkish Airlines | Стамбул                |

## Статистика
Див. джерело запитів Вікіданих та джерела.